# Stodilka, Turka
Stodilka (în ucraineană Стоділка) este un sat în comuna Iavora din raionul Turka, regiunea Liov, Ucraina.

## Demografie
Componența lingvistică a localității Stodilka
     Ucraineană (99,72%)
     Alte limbi (0,28%)
Conform recensământului din 2001, majoritatea populației localității Stodilka era vorbitoare de ucraineană (99,72%), existând în minoritate și vorbitori de alte limbi.